# Shannon Brown
Shannon Brown, född 23 juli 1973 i Spirit Lake, Iowa, USA, är en amerikansk countryartist.

## Diskografi
Album
- 1994 – No Road too Long (självutgiven)[2]
- 1994 – Thirsty (utgiven i Kanada)
- 2000 – A Tour of My Heart
- 2001 – Untangle My Heart
- 2006 – Corn Fed

Singlar
- 1998 – "I Won't Lie' " / "Tour of My Heart"
- 1999 – "Half a Man" (soundtrack från filmen Happy, Texas)
- 2001 – "Baby I Lied"
- 2001 – "Untangle My Heart"
- 2005 – "Corn Fed"
- 2006 – "Pearls"